# Missy-aux-Bois
Missy-aux-Bois é uma comuna francesa na região administrativa de Altos da França, no departamento de Aisne. Estende-se por uma área de 3,04 km². Em 2010 a comuna tinha 99 habitantes (densidade: 32,6 hab./km²).